# HD 5789/5788
Désignations
HD 5789 et HD 5788 sont une étoile binaire, de la constellation d'Andromède.
L'étoile primaire, située à 151 parsecs (490 années-lumière), est une étoile bleue chaude et massive avec une magnitude apparente de 6,06 tandis que la composante secondaire, située à 152 parsecs (497 années-lumière), est légèrement plus petite et plus froide et a une magnitude de 6,763. Les deux étoiles sont sur la séquence principale, ce qui signifie qu'elles fusionnent actuellement l'hydrogène en hélium dans leur cœur. En 2016, la paire avait une séparation angulaire de 7,90″ le long d'un angle de position de 195°.

## Composante primaire
La composante primaire, HD 5789, une étoile bleu-blanc de la séquence principale de type spectral B9Vnn (λ Boo), avec la notation « nn » qui indique que ses raies apparaissent fortement « nébuleuses » en raison de sa rotation rapide. Elle tourne en effet sur elle-même à vitesse de rotation projetée de 249 km/s. Abt et Morrell (1995) l'ont répertoriée comme une étoile de type Lambda Bootis (λ Boo), bien que cela soit contesté. Elle a une masse égale à 2,7 fois celle du Soleil, sa luminosité est 86 fois supérieure à celle du Soleil et sa température effective est de 9 977 kelvins.

## Composante secondaire
La composante secondaire, HD 5788, est une étoile blanche de la séquence principale de type spectral A2Vn. Elle montre une vitesse de rotation projetée de 270 km/s et a une masse égale à 2,7 fois celle du Soleil. Sa luminosité est 73 fois supérieure à celle du Soleil et elle a une température effective de 9 840 kelvins.